# 岩代飯野駅
岩代飯野駅（いわしろいいのえき）は、かつて福島県伊達郡飯野町（現在の福島市飯野町）にあった日本国有鉄道（国鉄）川俣線の旅客駅である。

## 歴史
- 1926年（大正15年）3月1日：開業[1]。
- 1943年（昭和18年）9月1日：川俣線の不要不急線指定により営業休止[2]。
- 1946年（昭和21年）4月20日：営業再開[3]
- 1954年（昭和29年）2月：駅本屋改築[3]。
- 1969年（昭和44年）10月1日：荷物および小荷物の配達の取扱いを廃止[4]。
- 1972年（昭和47年）5月14日：川俣線廃止に伴い、駅を廃止[5]。

## 駅跡

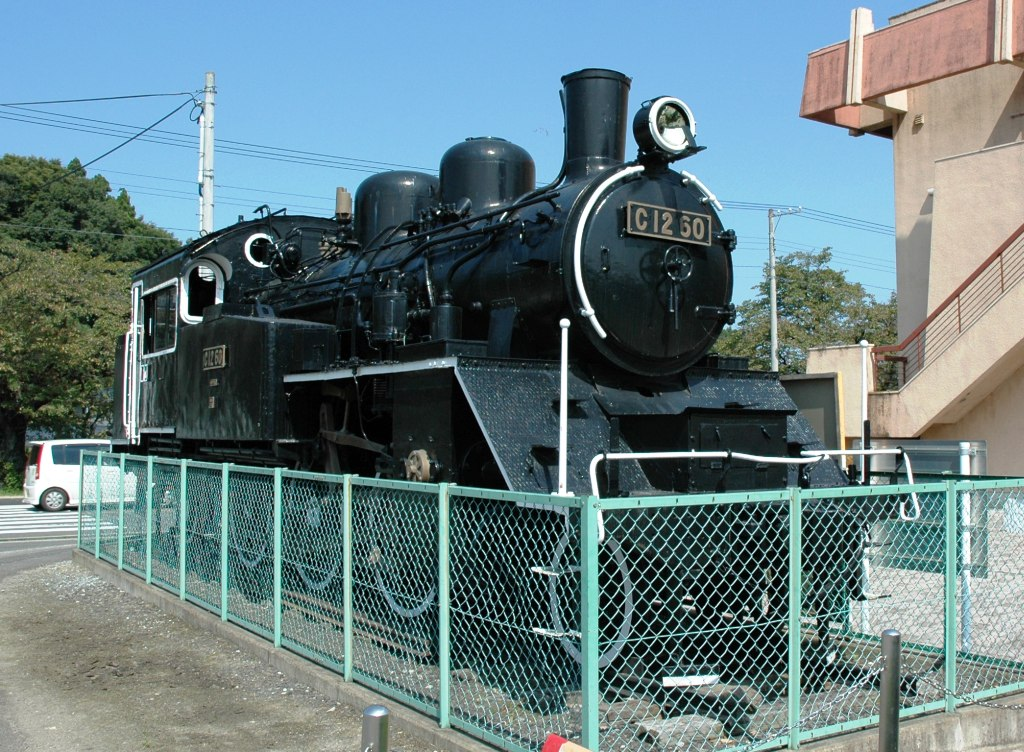
飯野町公民館（現・いいの交流館）脇に静態保存されたC12 60（2006年10月）

駅の跡地は飯野町公民館（現・いいの交流館）となり、その建物の脇にC12 60が静態保存されている。

## 隣の駅
日本国有鉄道
川俣線
松川駅 - 岩代飯野駅 - 岩代川俣駅
- 1934年（昭和9年）11月1日から1941年（昭和16年）8月10日までの間、当駅 - 岩代川俣駅間に岩代大久保駅があった。